# Lecicha białoznaczna
Lecicha białoznaczna (Orthetrum albistylum) – gatunek ważki z rodziny ważkowatych (Libellulidae). Występuje od Europy Zachodniej po Chiny, Koreę Północną i Południową oraz Japonię. W Polsce zasięg jej występowania sięga do wybrzeży Bałtyku, ale częściej spotykana jest na południu kraju. Zasiedla ciepłe, otwarte zbiorniki z wodą stojącą, w tym również antropogeniczne. Długość ciała 50 mm, rozpiętość skrzydeł 78 mm. W Polsce imagines latają od końca maja do sierpnia.